# Richard Swann Lull
Pour les articles homonymes, voir Lull (homonymie).
Richard Swann Lull (6 novembre 1867 - 22 avril 1957) est un paléontologue américain du début du XXe siècle actif à l'université Yale.

## Biographie
Lull naquit à Annapolis dans le Maryland, fils de l'officier naval Edward Phelps Lull et de Elizabeth Burton, fille du général Henry Stanton Burton. Il se spécialise en zoologie à l'université Rutgers où il a obtenu son baccalauréat et une maîtrise. Il travaille dans la division d'Entomologie du département de l'Agriculture des États-Unis. Mais en 1894, il devient un assistant professeur de zoologie au State Agricultural College d'Amherst, Massachusetts (aujourd'hui université du Massachusetts). L’intérêt de Lull pour les empreintes fossiles démarre au Amherst College, établissement réputé pour sa collection d'empreintes de pas fossiles et, finalement, l'a amené à passer de l'entomologie à la paléontologie.